# Mandevilla sandemanii
Mandevilla sandemanii är en oleanderväxtart som beskrevs av R. E. Woodson. Mandevilla sandemanii ingår i släktet Mandevilla och familjen oleanderväxter. Inga underarter finns listade i Catalogue of Life.